# Митківська сільська рада (Гайсинський район)
| Митківська сільська рада — колишній орган місцевого самоврядування у Гайсинському районі Вінницької області з адміністративним центром у с. Митків. Сільській раді були підпорядковані населені пункти: - с. Митків - с. Степове - с. Тишківка - с. Тишківська Слобода |

## Склад ради
Рада складалась з 12 депутатів та голови.

## Керівний склад сільської ради
| ПІБ                         | Основні відомості                                                                | Дата обрання | Дата звільнення |
| --------------------------- | -------------------------------------------------------------------------------- | ------------ | --------------- |
| Перестюк Станіслав Іванович | Сільський голова , 1960 року народження, освіта, член Партії «Реформи і порядок» | 26.03.2006   | 31.10.2010      |
| Перестюк Станіслав Іванович | Сільський голова , 1960 року народження, освіта середня спеціальна, безпартійний | 31.10.2010   |                 |

Примітка: таблиця складена за даними джерела

## Історія
На 1 жовтня 1959 площа 4140 га, населення 2732 чоловік, 4 сільських населених пункта.